# 19855 Борісалєксєєв
19855 Борісалєксєєв (19855 Borisalexeev) — астероїд головного поясу, відкритий 24 жовтня 2000 року.
Тіссеранів параметр щодо Юпітера — 3,233.